# Heterocaucaseuma deprofundum
Heterocaucaseuma deprofundum — вид двопарноногих багатоніжок родини Anthroleucosomatidae. Описаний у 2018 році.

## Поширення
Ендемік Грузії. Печерний вид. Виявлений у печерах Крубера та Сарма в Абхазії.